# 燕姓
燕姓為中文姓氏之一，在《百家姓》中排名第315位。西汉《急就章》中将燕姓列为常见姓氏之一。《中国人民大辞典》中收录燕姓18例。

## 郡望
- 范阳郡：曹魏将涿郡改为范阳郡。在今河北涿县、北京昌平及房山一带。[1]
- 上谷郡：在今河北怀来县。[1]

## 延伸阅读
[在维基数据编辑]
 《百家姓》
 《欽定古今圖書集成·明倫彙編·氏族典·燕姓部》，出自陈梦雷《古今圖書集成》
1. 1 2 3 4  陈明远，汪明虎. . 北京: 北京出版社. 1995: 512. ISBN 7-200-02433-3.